# Podenzana
Podenzana est une commune italienne de la province de Massa-Carrara, dans la région Toscane.

## Histoire
- Le château de Podenzana

## Administration
| Période                                  | Période | Identité | Étiquette | Qualité |
| ---------------------------------------- | ------- | -------- | --------- | ------- |
|                                          |         |          |           |         |
| Les données manquantes sont à compléter. |         |          |           |         |

### Communes limitrophes
Aulla, Bolano, Calice al Cornoviglio, Follo, Licciana Nardi, Tresana